# Callianthemum taipaicum
Callianthemum taipaicum är en ranunkelväxtart som beskrevs av Wen Tsai Wang. Callianthemum taipaicum ingår i släktet Callianthemum och familjen ranunkelväxter. Inga underarter finns listade i Catalogue of Life.